# Dave O’Brien (Schauspieler)
David Poole Fronabarger (* 31. Mai 1912 in Big Spring, Texas; † 8. November 1969 auf dem Meer nahe Catalina Island, Kalifornien) war ein US-amerikanischer Filmschaffender. Er war vor allem unter dem Namen Dave O’Brien als Schauspieler und Stuntman tätig. War  er als Regisseur oder Drehbuchautor aktiv, benutzte er zumeist den Namen David Barclay.

## Leben und Werk
Dave O’Brien begann seine Filmkarriere 1930 mit einer Kleinstrolle in Howard Hawks’ Film Start in die Dämmerung. In der Folge spielte er zwar in mehreren Filmen mit, wurde zunächst aber nie im Vorspann eines Filmes genannt. Mitte der 1930er Jahre begann er, auch als Stuntman zu arbeiten. 1936 spielte er in dem Serial The Black Coin seine erste Hauptrolle. Im gleichen Jahr hatte er eine der Hauptrollen in dem Exploitationfilm Reefer Madness, der nach anfänglicher Erfolglosigkeit in den späten 1960er Jahren zum Kultfilm wurde. In der Folge war er in mehreren Filmen zu sehen, wie 1945 in The Man Who Walked Alone in der Hauptrolle, und auch in Serials, wie 1942 in der Titelrolle von Captain Midnight. Vor allem trat er zu dieser Zeit aber in B-Western auf wie zum Beispiel von 1937 bis 1940 in sieben der acht Filme der Filmserie Renfrew of the Royal Mounted oder in den 22 Filmen von Texas Riders, die von 1942 bis 1945 lief. In dieser Serie spielte er den Texas Ranger Dave ‘Tex’ Wyatt; er trat in den Filmen als Dave ‘Tex’ O’Brien auf. Mit dem Eintritt von Tex Ritter in die Serie verschwand allerdings der Name „Tex“ sowohl von O’Briens Name als auch aus dem seiner Rolle.
Ab 1942 trat Dave O’Brien in den Pete Smith Specialties auf, humorvoll von Pete Smith kommentierten, etwa 10 Minuten langen Kurzfilmen über verschiedenste, oft alltägliche Themen. Von 1945 bis 1955 drehte er fast ausschließlich diese Specialities, wobei er häufig auch die Regie beziehungsweise das Drehbuch übernahm. Drei der Specialities mit Dave O’Briens Beteiligung wurden für einen Oscar in der Kategorie Bester Kurzfilm nominiert: 1947 war es Sure Cures, 1949 You Can’t Win und 1951 Wrong Way Butch. In allen drei Filmen war Dave O’Brien Regisseur, Drehbuchautor und Hauptdarsteller; nominiert war allerdings jeweils Pete Smith allein. O’Brien blieb bei diesen Produktionen bis sich Pete Smith aus dem Geschäft zurückzog.
Nachdem er mehrere Jahre lang ausschließlich Specialties gemacht hatte, war er ab 1953 wieder, wenn auch selten, in Filmen zu sehen, darunter Küß mich, Kätchen!, Tennessee Champ und The Desperados Are in Town, laut Neil Summers sein letzter Film. Vor allem war er aber ab 1955 für die Red Skelton Show tätig. Er war in nur sechs Episoden als Schauspieler zu sehen, dafür aber in weit über 200 Folgen am Drehbuch beteiligt. Als er starb, war er der leitende Autor dieser Show.
Dave O’Brien war zweimal verheiratet. 1936 heiratete er seine Schauspielerkollegin Dorothy Short. Die beiden traten in mehreren Filmen zusammen auf, durchaus auch beide in Hauptrollen oder in wichtigen Nebenrollen wie in Reefer Madness, Tom räumt auf, The Singing Cowgirl oder Der geheimnisvolle Reiter. In dem Serial Captain Midnight hatten die beiden die Hauptrollen inne. Dave O’Brien setzte seine Frau zudem in mehreren Specialities in einer Hauptrolle ein, so zum Beispiel in A Wife’s Life, Wanted: One Egg, In Case You’re Curious oder Things We Can Do Without. Die Ehe endete Mitte der 1950er Jahre in Scheidung. Kurz darauf heiratete O’Brien Nancy Lee Lister. Er blieb bis zu seinem Tod mit ihr verheiratet.
Dave O’Brien starb am 8. November 1969 an einem Herzinfarkt auf seinem Boot The White Cloud nahe der Insel Catalina Island. Außer seiner Frau Nancy hinterließ er zwei Söhne und drei Töchter.

## Filmografie (Auswahl)

### Schauspieler
- 1930: Start in die Dämmerung (The Dawn Patrol)
- 1930: Madam Satan
- 1930: Maybe It’s Love
- 1931: Consolation Marriage
- 1931: Flying High
- 1932: Die Frau im U-Boot (Devil and the Deep)
- 1932: Der Theaterprofessor (Speak Easily)
- 1932: Laurel und Hardy: Die Teufelsbrüder (Pack Up Your Troubles)
- 1932: Hot Saturday
- 1932: Im Zeichen des Kreuzes (The Sign of the Cross)
- 1932: Rasputin: Der Dämon Rußlands (Rasputin and the Empress)
- 1933: Die 42. Straße (42nd Street)
- 1933: Flucht vor dem Gestern (Pick-Up)
- 1933: Jennie Gerhardt
- 1933: The World Changes
- 1934: Wonder Bar
- 1934: Die Schöne der neunziger Jahre (Belle of the Nineties)
- 1934: Lachende Augen (Bright Eyes)
- 1935: Oberst Shirley (The Little Colonel)
- 1935: No More Ladies
- 1935: Welcome Home
- 1935: Sie heiratet den Chef (She Married Her Boss)
- 1935: Der Polizeibericht meldet … (Woman Wanted)
- 1936: The Adventures of Frank Merriwell (Serial)
- 1936: The Black Coin (Serial)
- 1936: Reefer Madness
- 1937: Lightnin' Crandall
- 1937: Tom räumt auf (Brothers of the West)
- 1937: Mr. Dodd Takes the Air
- 1938: The Secret of Treasure Island (Serial)
- 1938: The Singing Cowgirl
- 1938: Where the Buffalo Roam
- 1939: Water Rustlers
- 1939: Code of the Cactus
- 1939: Daughter of the Tong
- 1940: East Side Kids
- 1940: Der geheimnisvolle Reiter (Phantom Rancher)
- 1940: Hold That Woman!
- 1940: Boys of the City
- 1940: Queen of the Yukon
- 1940: That Gang of Mine
- 1940: The Devil Bat
- 1941: The Spider Returns (Serial)
- 1942: Captain Midnight (Serial)
- 1944: Movie Pests (Kurzfilm)
- 1945: The Man Who Walked Alone
- 1945: The Phantom of 42nd Street
- 1946: Sure Cures (Kurzfilm)
- 1948: You Can’t Win (Kurzfilm)
- 1950: Wrong Way Butch (Kurzfilm)
- 1950: A Wife’s Life (Kurzfilm)
- 1950: Wanted: One Egg (Kurzfilm)
- 1951: In Case You’ Curious (Kurzfilm)
- 1953: Things We Can Do Without (Kurzfilm)
- 1953: Küß mich, Kätchen! (Kiss Me Kate)
- 1954: Tennessee Champ
- 1954: Meet the O’Briens (Kurzfilm, erfolgloser Pilotfilm)
- 1955–1959: The Red Skelton Show (Fernsehserie, 6 Folgen, 6 Rollen)
- 1956: The Kettles in the Ozarks
- 1956: The Desperados Are in Town

### Drehbuchautor und Regisseur
- 1946: Sure Cures (Kurzfilm, D, R)
- 1948: You Can’t Win (Kurzfilm, D, R)
- 1950: Wrong Way Butch (Kurzfilm, R)
- 1950: A Wife’s Life (Kurzfilm, D, R)  h3 nach Erzähler und Frau
- 1950: Wanted: One Egg (Kurzfilm, R)  h3 nach Erzähler und Frau
- 1951: In Case You’ Curious (Kurzfilm, R)
- 1953: Things We Can Do Without (Kurzfilm, D, R)
- 1954: Meet the O’Briens (Kurzfilm, D)
- 1955–1959: The Red Skelton Show (Fernsehserie, 274 Folgen, D)

## Auszeichnungen und Nominierungen
Dave O’Brien war 1961, 1962 und 1963 zusammen mit weiteren Autoren der Serie The Red Skelton Show für den Emmy in der Kategorie Bestes Comediedrehbuch nominiert. 1961 konnten er und seine Kollegen gewinnen, in den anderen beiden Jahren ging der Emmy an Carl Reiner für The Dick Van Dyke Show.
Am 8. Februar 1960 wurde Dave O’Brien mit einem Stern auf dem Hollywood Walk of Fame (6251 Hollywood Blvd.) geehrt.